# Tvättegölen (Näshults socken, Småland)
Tvättegölen är en sjö i Vetlanda kommun i Småland och ingår i Emåns huvudavrinningsområde.